# Карасай (Жамбильський район)
Караса́й (каз. Қарасай) — село у складі Жамбильського району Алматинської області Казахстану. Входить до складу Карасуського сільського округу.
До 1993 року село називалось «Куйбишево».
Населення — 384 особи (2021; 285 у 2009, 190 у 1999, 166 у 1989).